# The Black Parade
The Black Parade è il terzo album in studio del gruppo musicale statunitense My Chemical Romance, pubblicato il 23 ottobre 2006.
In occasione del decimo anniversario dalla sua uscita, nel 2016 viene pubblicata una versione dell'album con undici tracce bonus, consistenti in diverse demo inedite, intitolata The Black Parade/Living with Ghosts. Sempre per la stessa occasione, nell'ottobre dello stesso anno Rock Sound pubblica un CD di cover di brani originariamente presenti in The Black Parade, con la partecipazione di numerose band internazionali.

## Descrizione
Si tratta di un concept album che descrive le riflessioni sulla vita di un ragazzo prima di morire, e dall'aldilà. Il primo singolo estratto è Welcome to the Black Parade, il secondo Famous Last Words, il terzo I Don't Love You e il quarto Teenagers. Il regista dei primi due video è Samuel Bayer, stimato e molto conosciuto nell'ambito dei video musicali grazie alle sue numerose collaborazioni con artisti come Green Day e Nirvana; il regista degli altri due video è invece Marc Webb, che aveva già lavorato con i My Chemical Romance per i video di The Ghost of You, Helena e I'm Not Okay.
L'album si apre con la traccia dal titolo simbolico, The End, un invito ad ascoltare la storia di un ragazzo, chiamato "The Patient" ("Il paziente"), che viene a scoprire di avere una malattia in fase terminale (Dead!) e incomincia a ricordare le sue esperienze passate, la sua ragazza (This Is How I Disappear) e le sue esperienze con la droga (The Sharpest Lives). La quinta traccia è Welcome to the Black Parade, nella quale il ragazzo ricorda il giorno in cui il padre lo porta a vedere una banda marciare e in un certo modo predice la sua morte: la canzone è un inno ad andare avanti e proseguire sulla propria strada.
Successivamente il ragazzo ricorda il rapporto conflittuale con la sua ragazza (I Don't Love You) e pensa di finire all'inferno a causa delle sue malefatte (House of Wolves).
In Cancer, il protagonista (quindi in un certo modo Gerard Way) esprime le sensazioni che prova negli ultimi istanti della sua vita (Gerard ha definito questa canzone come "la canzone più dark che io abbia mai scritto").
Teenagers, undicesima traccia del disco, parrebbe non entrarci per nulla con la storia narrata nell'album, ma in realtà parla del ragazzo moribondo che pensa ai teenagers (ovvero agli adolescenti), ed in senso più ampio la canzone rappresenta un rifiuto dei My Chemical Romance ad assomigliare ai genitori e agli adulti in generale, di voler essere loro stessi, quindi, ricollegandosi alla storia del ragazzo in fin di vita, di vivere ogni momento della propria vita autonomamente, senza far scegliere a nessun altro e avendo uno stato d'animo talvolta diverso dalla norma, pensando alla vita invece che alla morte. L'album si conclude con Famous Last Words, una canzone che non lascia intendere se effettivamente "The Patient" muoia oppure no.
Dopo un minuto e mezzo di silenzio dal termine di quest'ultimo brano inizia la ghost track Blood.

## Tracce
1. The End – 1:51
2. Dead! – 3:14
3. This Is How I Disappear – 3:58
4. The Sharpest Lives – 3:19
5. Welcome to the Black Parade – 5:12
6. I Don't Love You – 3:57
7. House of Wolves – 3:03
8. Cancer – 2:22
9. Mama – 4:38
10. Sleep – 4:42
11. Teenagers – 2:40
12. Disenchanted – 4:54
13. Famous Last Words – 7:52

Tracce bonus nell'edizione giapponese
1. Heaven Help Us – 2:55
2. Welcome to the Black Parade (Music Video) – 5:14

Tracce bonus nell'edizione deluxe su iTunes
1. My Way Home Is Through You – 2:58
2. Kill All Your Friends – 4:28
3. Heaven Help Us – 2:55
4. Welcome to the Black Parade (Music Video) – 5:14
5. Teenagers (Music Video) – 2:51
6. Famous Last Words (Music Video) – 4:21
7. My Chemical Romance Welcomes You to the Black Parade – 39:28

CD/LP bonus in The Black Parade/Living with Ghosts
1. The Five of Us Are Dying (Rough Mix) – 3:49
2. Kill All Your Friends (Live Demo) – 4:22
3. Party at the End of the World (Live Demo) – 2:47
4. Mama (Live Demo) – 4:01
5. My Way Home Is Through You (Live Demo) – 2:45
6. Not That Kind of Girl (Live Demo) – 3:03
7. House of Wolves, Version 1 (Live Demo) – 4:01
8. House of Wolves, Version 2 (Live Demo) – 2:52
9. Emily (Rough Mix) – 3:12
10. Disenchanted (Live Demo) – 4:04
11. All the Angels (Live Demo) – 3:14

## Formazione

### Gruppo
- Ray Toro – chitarra solista, cori, chitarra acustica in "Disenchanted", basso in "Cancer"
- Bob Bryar – batteria, percussioni
- Frank Iero – chitarra ritmica, cori
- Mikey Way – basso
- Gerard Way – voce

Altri musicisti
- Jamie Muhoberac – tastiera, sintetizzatore, organo B3, pianoforte elettrico Wurlitzer; pianoforte in "Blood"
- Liza Minnelli – voce aggiuntiva in "Mama"
- Rob Cavallo – pianoforte

### Produzione
- Rob Cavallo, My Chemical Romance – produzione
- Doug McKean – ingegnere
- Chris Steffan – tecnico del suono
- Jimmy Hoyson, Jon Herroon, Keith Armstrong – assistente ingegnere
- Chris Lord-Alge – missaggio
- Ted Jensen – mastering
- David Campbell – arrangiamento di archi e fiati
- Lars Fox – Pro-Tools
- Andrew "Hans" Busher, Tyler Dragness – tecnico del suono (chitarra)
- Mike "Sack" Fasano  – tecnico del suono (batteria)
- Cheryl Jenets – coordinamento del progetto
- Brain Schechter/Riot Squad – management
- Craig Aaronson – A&R
- Chris Anthony – fotografia
- Matt Taylor – fotografia aggiuntiva su Limited Edition, direzione artistica, design
- Gerard Way – fotografia aggiuntiva su Limited Edition, direzione artistica
- Ray Toro – fotografia aggiuntiva su Limited Edition,
- Ellen Wakayama – direzione artistica
- James Jean – illustrazioni

## Classifiche
| Recensione           | Giudizio      |
| -------------------- | ------------- |
| Metacritic           | 79/100        |
| AllMusic             | [ 21 ] [ 22 ] |
| Blender              | [ 23 ]        |
| Entertainment Weekly | A−            |
| The Guardian         | [ 25 ]        |
| Los Angeles Times    | [ 26 ]        |
| NME                  | 9/10          |
| Q                    | [ 28 ]        |
| Rolling Stone        | [ 29 ]        |
| Spin                 | [ 30 ]        |
| Uncut                | [ 31 ]        |

| Paese         | Classifica (2006)                             | Posizione massima |
| ------------- | --------------------------------------------- | ----------------- |
| Australia     | ARIA Charts                                   | 3                 |
| Austria       | Austrian Albums Chart                         | 4                 |
| Belgio        | Ultratop 200 Albums (Flemish)                 | 33                |
| Belgio        | Belgian Walloon Albums Chart                  | 91                |
| Canada        | Billboard Canadian Albums                     | 2                 |
| Danimarca     | Danish Albums Chart                           | 29                |
| Paesi Bassi   | MegaCharts                                    | 39                |
| Francia       | Syndicat national de l'édition phonographique | 69                |
| Finlandia     | Finnish Albums Chart                          | 11                |
| Germania      | Media Control Charts                          | 11                |
| Irlanda       | Irish Albums Chart                            | 5                 |
| Italia        | Federazione Industria Musicale Italiana       | 20                |
| Giappone      | Oricon                                        | 10                |
| Messico       | Top 100 México                                | 35                |
| Nuova Zelanda | The Official NZ Music Charts                  | 1                 |
| Norvegia      | VG-lista                                      | 11                |
| Scozia        | Official Scottish Chart                       | 2                 |
| Svezia        | Sverigetopplistan                             | 4                 |
| Svizzera      | Schweizer Hitparade                           | 18                |
| Taiwan        | Taiwanese Albums Chart                        | 11                |
| Regno Unito   | Official Charts Company                       | 2                 |
| Stati Uniti   | Billboard 200                                 | 2                 |
| Stati Uniti   | Billboard Album Sales                         | 2                 |
| Stati Uniti   | Billboard Alternative Albums                  | 6                 |
| Stati Uniti   | Billboard Catalog Albums                      | 1                 |
| Stati Uniti   | Billboard Digital Albums                      | 6                 |
| Stati Uniti   | Billboard Rock Albums                         | 1                 |
| Stati Uniti   | Billboard Tastemaker Albums                   | 1                 |